# Gregor Virant
Gregor Virant, slovenski politik, pravnik in univerzitetni učitelj, * 4. december 1969, Ljubljana.
Virant je predavatelj na Fakulteti za upravo v Ljubljani. V prvi vladi Janeza Janše je bil minister za javno upravo. Oktobra 2011 je napovedal, da bo šel na volitve 4. decembra s svojo stranko - Državljansko listo Gregorja Viranta. Javno so ga podprli t. i. "resetiranci", na čelu z Radom Pezdirjem. 21. decembra 2011 je postal predsednik Državnega zbora Republike Slovenije in na položaju ostal do 28. januarja 2013. Marca istega leta je v vladi Alenke Bratušek postal minister za notranje zadeve in javno upravo.
Na državnozborskih volitvah leta 2014 je Virantova stranka izpadla iz parlamenta, sam pa se je umaknil iz državne politike. Leta 2019 je postal direktor programa SIGMA pri OrganizacijI za gospodarsko sodelovanje in razvoj (OECD).

## Mladost in izobraževanje
Virant se je rodil v Ljubljani. Študiral je pravo na Univerzi v Ljubljani in na Glasgow Caledonian University. Neposredno po študiju se je kot asistent zaposlil na Fakulteti za upravo v Ljubljani, nato pa je še magistriral (1995) in doktoriral (1998) iz pravnih znanosti. Med letoma 1995 in 1999 je delal kot pravni svetovalec Ustavnega sodišča Republike Slovenije.

## Politika
Leta 2000 je bil imenovan za generalnega sekretarja na Ministrstvu za notranje zadeve v kratkem času desnosredinske vlade Andreja Bajuka. Na položaju je ostal tudi v naslednji vladi Janeza Drnovška in Antona Ropa. Odstopil je s položaja tik pred parlamentarnimi volitvami leta 2004, v kateri je nastopil kot kandidat na listi Slovenske demokratske stranke.

### Minister za javno upravo (2004–2008)
Po volilni zmagi Slovenske demokratske stranke v letu 2004, na katerih je Virant tudi sodeloval kot kandidat (kljub temu, da ni (bil) član SDS), je Virant postal vodja novoustanovljenega Ministrstva za javno upravo v vladi pod vodstvom Janeza Janše. Začel je s temeljito reformo javnih služb v Sloveniji, ki vključuje modernizacijo in racionalizacijo storitev. V zadnjih letih Janševe vlade je bil Virant pogosto razvrščen kot najbolj priljubljen minister in eden od najbolj priljubljenih politikov v Sloveniji. Najbolj je znan po t. i. Virantovi reformi plačnega sistema javnih uslužbencev.
Po parlamentarnih volitvah 2008, v kateri je Slovenska demokratska stranka izgubila proti koaliciji pod vodstvom socialdemokratskega vodje Boruta Pahorja, je ministra Viranta nadomestila Irma Pavlinič Krebs iz stranke Zares. Sam je še eno leto prejemal nadomestilo (ter bil brezposeln še nadaljnje tri mesece), hkrati pa je opravljal honorarno pedagoško delo.

### Zbor za republiko in resetiranci
V decembru 2008 je bil izvoljen za predsednika Zbora za republiko, slovenske liberalno-konzervativne državljanske platforme, povezane z intelektualnim krogom Nove revije; na tem položaju je zamenjal Petra Jambreka. Marca 2011 je napovedal, da mesto predsednika zapušča, saj je prišlo do razhajanj med nekaterimi člani, ter da se je za njegovo razrešitev najbolj zavzemal Dimitrij Rupel. Slednji je to zanikal.
Junija 2011 je postal soustanovitelj t. i. resetirancev (poleg njega so v skupini še Janez Šušteršič, Marko Pavliha, Matej Lahovnik, Rado Pezdir in Žiga Turk), ki so ime dobili zaradi poziva k resetiranju Slovenije in predčasnim volitvam.

### Lista Gregorja Viranta
Oktobra 2011 je napovedal, da bo šel na volitve 4. decembra s svojo listo. Javno so ga podprli t. i. "resetiranci", na čelu z Radom Pezdirjem. Takoj po napovedi so ankete pokazale visoko podporo za Virantovo mandatarstvo.
18. oktobra je napovedal, da bo 21. oktobra potekala ustanovna seja njegove stranke, ki bo poimenovana Državljanska lista Gregorja Viranta Na ustanovnem kongresu stranke je bil izvoljen za predsednika stranke. Stranka se je udeležila prihajajočih volitev v Državni zbor Republike Slovenije in osvojila osem poslanskih mest. Na ustanovni seji 21. decembra 2011 je bil Virant izvoljen za predsednika Državnega zbora republike Slovenije. Na funkciji je ostal do padca druge Janševe vlade. Državljanska lista je vstopila v koalicijska pogajanje z Alenko Bratušek, s katero je na koncu tudi sklenila dogovor. Virant je postal minister za notranje zadeve in javno upravo, na mestu predsednika državnega zbora pa ga je nasledil Janko Veber iz SD.
Na državnozborskih volitvah leta 2014 je Virantova stranka izpadla iz parlamenta, sam pa je odstopil z mesta predsednika stranke. Začel je delovati kot svetovalec pri Organizaciji za gospodarsko sodelovanje in razvoj (OECD) in več drugih institucij, leta 2019 je postal direktor programa SIGMA.

## Družina
Virant je poročen z Nano Brejc in ima dva sinova. Njegov tast je politik Miha Brejc, njegov svak pa je fotograf Tomo Brejc. Njegova sestrična Mija je žena ljubljanskega župana Zorana Jankovića.